# Ivan Obradović
Ivan Obradović - em sérvio, Иван Обрадовић - (Obrenovac, 25 de julho de 1988) é um ex-futebolista sérvio que atuava como lateral-esquerdo.

## Carreira
Ivan Obradović começou a carreira no Teleoptik.